# Robert Young (atleta)
Robert Young (anglès: Robert Clark „Bob“ Young)  (Bakersfield, 15 de gener de 1916 - Bakersfield, 3 de febrer de 2011) fou un atleta estatunidenc, especialista en els 400 metres, que va competir durant la dècada de 1930.
El 1936 va prendre part en els Jocs Olímpics d'Estiu de Berlín, on guanyà la medalla de plata en la cursa dels 4x400 metres relleus del programa d'atletisme. Formà equip amb Harold Cagle, Edward O’Brien i Alfred Fitch i n'era el membre més jove.
Poc després de la fi dels Jocs va formar part de l'equip estatunidenc que va establir el rècord del món del relleu 4×880 iardes. El 1937 va ser subcampió nacional (AAU) de les 440 iardes.
Durant la Segona Guerra Mundial va servir a la Marina dels Estats Units.

## Millors marques
- 200 metres. 21.4" (1937)
- 400 metres. 47.1" (1936)[4]